# Golan contro Holder
Golan contro Holder è una sentenza della Corte suprema degli Stati Uniti d'America del 2012 che riguarda il diritto d'autore.
La sentenza del gennaio 2012 stabilì il ripristino del copyright, sotto i termini dell'URAA, per tutte le opere precedentemente finite già nel pubblico dominio.

## Storia

La progressiva espansione della durata del diritto d'autore negli Stati Uniti (includendovi 35 anni di durata media della vita dell'autore dopo la creazione di un'opera).

Dopo l'entrata in vigore di due importanti e radicali revisioni della materia del diritto d'autore statunitense, ovvero il URAA del 1995 e il Copyright Term Extension Act  (CTEA) del 1998, si tennero alcuni casi giudiziari al riguardo negli anni successivi, i quali andavano a sollevare un possibile contrasto tra l'estensione dei termini temporali del copyright e il ripristino dello stesso su opere già nel pubblico dominio da una parte e la clausola contenuta nella Costituzione statunitense che il diritto d'autore dovesse essere concesso solo per un periodo delimitato (letteralmente "limited times"). Tali casi, però, non intaccarono tali leggi, pur cominciando a produrre un ampio dibattito tra gli esperti del settore, poiché potenzialmente milioni di opere creative di ogni tipo rischiavano di tornare sotto protezione del copyright.
Tra il 2004 e il 2007 si tenne il caso Golan v. Gonzales che portò la corte d'appello a stabilire che effettivamente la sezione 514 dell'URAA andava a modificare la tradizionale dottrina del diritto d'autore statunitense in una maniera tale da minare il diritto alla libertà di espressione e che, quindi, tale disposizione dovesse sottostare al I emendamento della Costituzione.

### La causa
Una causa simile giunse nel frattempo direttamente di fronte alla Corte Suprema, iniziata dai direttori d'orchestra Lawrence Golan e Richard Kapp.
In un'udienza dell'aprile 2009 il giudice Babcock evidenziò come effettivamente le disposizioni dell'URAA sul ripristino del copyright per opere già nel pubblico dominio violassero il primo emendamento costituzionale. Egli suggerì alle cosiddette "reliance parties" (ovvero un soggetto giuridico che ha basato i propri affari in tutto o in parte su opere un tempo nel pubblico dominio ma poi ripristinate come opere protette da copyright) di fare in modo di far garantire una tutela dei propri diritti senza limiti di tempo.
Nel giugno 2010 venne deciso dal 10º distretto federale che il ripristino del copyright su opere già nel pubblico dominio non fosse incostituzionale. A quel punto Golan compilò un certiorari e portò il caso direttamente alla Corte Suprema statunitense. Poco dopo un insieme di organizzazioni e aziende (come Google, Electronic Frontier Foundation, Creative Commons, Cato Institute e altre ancora) formularono un amicus curiae per fornire informazioni nella causa.
Il 18 gennaio 2012 fu pronunciata la sentenza finale dalla Suprema Corte diretta dal presidente John G. Roberts (alla cui decisione si accodò anche la giudice Ginsburg), confermando la decisione della 10ª corte distrettuale per 6 voti favorevoli a 2 e affermando, quindi, che il ripristino del copyright su opere già nel pubblico dominio non violasse quanto enunciato nella Costituzione federale e successivi emendamenti (in particolare la copyright clause). Venne altresì affermato che la Convenzione di Berna del 1886 è il principale trattato internazionale che regola il coordinamento internazionale in materia di diritto d'autore e che l'eventuale modifica del termine temporale del copyright in senso restrittivo dei diritti terzi su un'opera non viola il V emendamento.

#### Conseguenze
Le conseguenze della sentenza (e della sezione 514 dell'URAA, che veniva quindi definitivamente confermata) sono state ingenti. Molte opere finite nel pubblico dominio ritornavano a disposizione su richiesta degli autori oppure degli eventuali eredi, con precisi termini stabiliti per l'adeguamento di ogni soggetto "reliance party" alla nuova dottrina.
Su Wikimedia Commons ad esempio (un portale della Wikimedia Foundation che si propone di diventare il più grande contenitore al mondo di immagini e altri file multimediali sotto licenza libera o in pubblico dominio, con oltre 100 milioni di file disponibili al 2024) nel 2014 fu tentato un ripristino di tutto il materiale che doveva essere cancellato per via dell'URAA (i server di Wikimedia Commons si trovano negli Stati Uniti e, pertanto, devono sottostare ai dettami del diritto d'autore statunitense) con la decisione della Wikimedia Foundation stessa di voler mantenere tutti i file sospetti fino a che non fosse un'esplicita richiesta da parte delle autorità di cancellarle. Tale decisione fu poi rivista con una linea ben più precauzionale poco dopo, venendo fissati i principi di comportamento al riguardo nelle proprie linee guida.